# Демченко Трохим Назарович
Трохим Назарович Де́мченко (нар. 17 серпня 1912, Міські Млини — пом. 29 квітня 1985, Опішня) — український радянський майстер художньої кераміки; член Спілки художників України з 1971 року.

## Біографія
Народився 4 [17] серпня 1912 рокі в селі Міських Млинах (тепер Полтавський район Полтавської області, Україна). Батько, Назар Матвійович, виготовляв горщики, глечики, макітри, тикви, зооморфний посуд. Помер рано, залишивши сиротами шестеро дітей. Старший брат Трохима Демченка — Андрій, теж гончарював. Створював посуд великого розміру, дитячу іграшку, димоходні труби. Інші брати, Іван та Григорій, виготовляли теракотові та полив'яні вироби. Ремесла брати навчилися в односельців та у відомого на той час гончаря Миколи Павловича Черкаса. Впродовж 1928–1930 років навчався у Опішнянській керамічній промисловій школі ; впродовж 1936–1938 років — у Опішнянській школі майстрів художньої кераміки. З 1938 року працював у промислово-коопераційних артілях «Червоний гончар» і «Художій керамік» (згодом завод; Опішня). Член ВКП(б) з 1939 року. Брав участь у німецько-радянській війні. Нагороджений медалями «За перемогу над Німеччиною» (29 грудня 1945) та «За відвагу» (6 серпня 1946). Помер в Опішні 29 квітня 1985 року.

## Творчість
Виготовляв традиційні опішнянські гончарні вироби: посуд, куманці, барила, барильця, посудини для напоїв, дитячі іграшки, а також тематичні вази та скульптури, характерні для мистецтва радянського періоду. Твори декорував яскравим розписом і ліпленням. Серед робіт:
- «Баран» (1937);
- «Бичок» (1961);
- «Олень» (1971);
- «Лев» (1971);

іграшки
- «Баранчики» (1957);
- «Індик» (1958);
- «Вершник» (1968).

Окремі вироби присвячені ювілейним датам, діячам української культури і науки:
- Тарасові Шевченкові (1960; 1978);
- Григорію Сковороді (1972);
- Панасу Мирному (1974);
- Давиду Ґурамішвілі (1974);
- Миколі Гоголю (1983).

Брав участь у обласних, всесоюзних, міжнародних мистецьких виставках з 1935 року.
Автор низки статей про митців у місцевій періодиці.
Окремі роботи зберігаються у музеях Києва (зокрема у Національному музеї українського народного декоративного мистецтва, Дніпра, Канева, Опішні, Полтави, Харкова, Москви.